# Osman Lins
Osman da Costa Lins (Vitória de Santo Antão, 5 de julho de 1924 — São Paulo, 8 de julho de 1978) foi um escritor brasileiro.

## Biografia
Osman é autor de contos, romances, narrativas, livro de viagens e peças de teatro.
Pernambucano de Vitória de Santo Antão, filho de um alfaiate e de uma dona de casa, que morreu logo depois de seu nascimento. A ausência da mãe foi compensada por um círculo familiar de grande afetividade, liderado por sua avó paterna. Aos 16 anos de idade mudou-se para o Recife, onde ingressou no curso de finanças. Nesta época começou a trabalhar no Banco do Brasil. Posteriormente estudou dramaturgia na Universidade do Recife. Em fins dos anos 1940, Osman Lins casou-se com Maria do Carmo, com quem teria três filhas. Em 1950 ganhou um concurso literário com o conto "O Eco", mas sua estreia na ficção se deu com a publicação de seu primeiro romance, "O Visitante", em 1955. Dois anos depois publicou "Os Gestos" e em seguida "O Fiel e a Pedra". Sua primeira peça teatral a ser encenada foi "Lisbela e o prisioneiro", adaptada com sucesso para o cinema em 2003. No início dos anos 1960, Osman Lins viveu na Europa, como bolsista da Aliança Francesa. De volta ao Brasil, transferiu-se para São Paulo. Em 1964, já separado de sua primeira mulher, casou-se com a escritora Julieta de Godoy Ladeira.  
Em 1970 tornou-se professor universitário, ensinando literatura brasileira. Obteve também o grau de doutor em Letras, com uma tese sobre o escritor Lima Barreto. Em 1973 Lins publicou o enigmático romance "Avalovara", considerado uma de suas principais obras e traduzido para diversas línguas. Poucos anos depois, pediu exoneração da Universidade, desencantado com a qualidade do ensino brasileiro.
O projeto literário de Osman Lins mescla-se com sua biografia e fatos que marcaram sua história pessoal aparecem de maneira recorrente em sua obra. Um desses fatos, e talvez o mais importante, foi a perda da mãe logo após seu nascimento.
Seu romance Avalovara (1973) é uma obra de engenharia narrativa, construído a partir de um palíndromo latino (sator arepo tenet opera rotas), dentro de uma espiral, a partir do qual vão sendo desenvolvidos todos os capítulos do livro.  
É também autor de "Guerras sem Testemunhas", livro-tese, onde discorre sobre as atividades e os problemas enfrentados pelo escritor. Seu último romance foi "A Rainha dos Cárceres da Grécia", publicado em 1976. Osman Lins colaborou com diversos órgãos de imprensa e escreveu roteiros para televisão. Autor de uma vasta obra reconhecida pela crítica, recebeu diversos prêmios, entre eles o prêmio Monteiro Lobato e o prêmio Coelho Neto, da Academia Brasileira de Letras.
Lisbela e o Prisioneiro, texto para teatro de 1961, foi adaptado para televisão pela Globo (1994), com os atores Diogo Vilela e Giulia Gam, sendo depois adaptado por Guel Arraes para o cinema, com Selton Mello e Débora Falabella (2003).  
Osman Lins faleceu aos 54 anos, em consequência de câncer generalizado, decorrente de um melanoma tardiamente diagnosticado.
O arquivo pessoal do escritor foi doado pela viúva do escritor, a também escritora Julieta de Godoy Ladeira (1927-1997), a duas instituições brasileiras: Fundação Casa de Rui Barbosa (Rio de Janeiro) e Instituto de Estudos Brasileiros da Universidade de São Paulo (São Paulo).
Na Cidade de Vitória de Santo Antão, foi construído o Centro Universitário Osman Lins em homenagem ao Escritor.

## Obra
- O Visitante — romance, 1955.
- Os Gestos — contos, 1957.
- O Fiel e a Pedra — romance, 1961.
- Marinheiro de Primeira Viagem — 1963.
- Lisbela e o Prisioneiro — teatro, 1964.
- Nove, Novena — narrativas, 1966.
- Um Mundo Estagnado — ensaio, 1966.
- Capa-Verde e o Natal — teatro infantil, 1967.
- Guerra do Cansa-Cavalo — teatro, 1967.
- Guerra Sem Testemunha — o Escritor, sua Condição e a Realidade Social — ensaio, 1969.
- Avalovara — romance, 1973.
- Santa, Automóvel e o Soldado — teatro, 1975.
- Lima Barreto e o Espaço Romanesco — ensaio, 1976.
- A Rainha dos Cárceres da Grécia — romance, 1976.
- Do Ideal e da Glória. Problemas Inculturais Brasileiros — coletânea de artigos e ensaios, 1977.
- O Diabo na Noite de Natal — obra infantil, 1977.
- Missa do Galo, Variações Sobre o Mesmo Tema, Organização e Participação, 1977.
- Casos Especiais de Osman Lins — novelas adaptadas para televisão e levadas ao ar pela TV Globo, 1978, composto de:
  - A Ilha no Espaço
  - Quem Era Shirley Temple?
  - Marcha Fúnebre
- Evangelho na Taba. Problemas inculturais brasileiros II — coletânea de artigos, ensaios e entrevistas, com apresentação de Julieta de Godoy Ladeira, 1979.
- Domingo de Páscoa — novela, 1978.